# Dick Holthaus
Dick Holthaus (Hengelo, 17 november 1928 –  Amsterdam, 6 juni 2015) was een Nederlands modeontwerper.

## Levensloop
Hij was de eerste Nederlandse ontwerper en industrieel vormgever, die ook herenmode ging ontwerpen, net als de Fransman Pierre Cardin al eerder deed.
Holthaus werkte enige tijd in het mekka van de Italiaanse couture, Milaan en in Amsterdam bij Max Heymans. Hij heeft geen specifieke modeopleiding gevolgd en is derhalve een autodidact te noemen.
In 1951 opende hij zijn eigen hoedensalon. Daarnaast ontwierp hij damescouture voor tieners (Dick Holthaus Jeunesse), twintigers (Twenty Seven) en ouder, daarbij ontwierp hij ook accessoires en nachtkleding.
Vanaf 1966 legde hij zich voornamelijk toe op het ontwerpen van confectiekleding voor mannen. In 1975 begon hij met het ontwerpen van bedrijfskleding. Kenmerkend voor zijn ontwerpen zijn een slank silhouet, zakken en zakkleppen.
Enkele bekende Nederlanders die in ontwerpen van hem zijn gezien:
- Liesbeth List
- Mathilde Willink
- Mies Bouwman

Sinds het eind van de zeventiger jaren verbleef Dick Holthaus vrijwel fulltime in Torremolinos. Hij overleed op 86-jarige leeftijd in Amsterdam
- Bioscoopjournaal uit 1957. Modeshow van voorjaars- en zomerkleding van Dick Holthaus in het hotel Het Kerkebosch in Zeist.
- Modeshow (1958) van katoenen kleding te Amsterdam, georganiseerd door de Nederlandse katoenindustrie, met een bruidsjurk van Dick Holthaus uit Amsterdam.
- Herfst- en wintercollectie '64-'65